# Christence Juel
Christence Juel (født 26. august 1612, død 11. november 1680) var en dansk adelsdame. Hun var datter af Jens Juel (f. 1580) til Kjeldgård og Ide Hansdatter Lange. Hun blev gift 12. august 1637 med Jørgen Rosenkrantz. I dette ægteskab fødte hun 10 børn. Oplysningerne om hende i øvrigt er sparsomme.